# Petenia splendida
Petenia splendida – gatunek drapieżnej, słodkowodnej ryby z rodziny pielęgnicowatych (Cichlidae), jedyny przedstawiciel rodzaju Petenia Günther, 1862.

## Występowanie
Ameryka Centralna – południowo-wschodni Meksyk, Gwatemala i Belize.

## Opis
Osiąga w naturze do 50 cm długości.